# Carlo Filogamo
Carlo Filogamo (Torino, 25 dicembre 1909 – Torino, 13 dicembre 2003) è stato uno schermidore e giornalista italiano, specializzato nella sciabola. Ha vinto una medaglia d'oro ai Campionati mondiali di scherma Lisbona 1947.
Iniziò la scherma praticando con il fioretto per poi dilettarsi con la sciabola; nel 1927 debuttò in campo nazionale con entrambe le armi vincendo i Campionati Piemontesi e Assoluti. 
Nel 1939, a Vienna, divenne campione mondiale universitario di fioretto a squadre. Nel 1934 campione italiano universitario di sciabola e nel 1941 tricolore assoluto della specialità. 
Nel 1947 vinse la medaglia d'oro a squadre a Lisbona.
Nel 1965 ottenne la Medaglia al valore atletico dal Comitato olimpico nazionale italiano e nel 1978 la Stella al merito sportivo, quindi si dedicò a un'intensa attività come membro della Federazione Italiana Scherma e della Commission Arbitrale Internazionale, e il giornalismo per testate come La Stampa, La Gazzetta dello Sport e Tuttosport.
Era fratello del noto conduttore televisivo e radiofonico Nunzio Filogamo nonché primo presentatore del Festival di Sanremo e del medico e professore Emerito Guido Filogamo, preside della Facoltà di medicina di Torino.

## Palmarès
In carriera ha ottenuto i seguenti risultati:

### Mondiali
Individuale
A squadre
- Oro nella sciabola a Lisbona 1947

### Campionati italiani
Individuale
- Oro nella sciabola nel 1941

A squadre